# La Pivellina
Pour plus de détails, voir Fiche technique et Distribution.
La Pivellina est un long métrage italo-autrichien des réalisateurs Tizza Covi et Rainer Frimmel, sorti en 2010.

## Synopsis
Patty et son mari Walter, artistes de cirque vivent dans un parc à roulottes lugubre à la périphérie de Rome. Un soir d'hiver à la recherche de son chien, Patty retrouve dans un parc voisin une fillette de 2 ans abandonnée par sa mère. Contre l'avis de son mari, la petit Asia intègre le domicile du couple au milieu des saltimbanques, des roulottes et des animaux. Les relations se tissent peu à peu jusqu'au retour de la mère d'Asia.
Patrizia Gerardi et Walter Saabel sont dans la vie des gens du spectacle, résidant dans une caravane. Si les acteurs ont un vécu proche de celui évoqué dans le scénario, le film mêle à cette réalité une grande part d'écriture fictionnelle.
En 2009, La Pivellina est lauréat du prix Europa Cinema, sélectionné à la Quinzaine des réalisateurs du Festival de Cannes. Le long métrage représente l'Autriche dans la catégorie meilleur film en langue étrangère lors de la cérémonie des Oscars 2011.

## Fiche technique
- Titre original : La Pivellina
- Réalisation : Tizza Covi, Rainer Frimmel
- Scénario : Tizza Covi, Rainer Frimmel
- Photographie : Rainer Frimmel
- Montage : Tizza Covi
- Décor : Tizza Covi, Rainer Frimmel
- Production : Tizza Covi, Rainer Frimmel
- Société de production : Vento Film
- Distribution : Zootrope Films
- Genre : drame
- Pays d'origine :  Italie,  Autriche
- Format : couleur
- Durée : 90 min
- Dates de sorties en salles :  Italie : 14 mai 2010

## Distribution
- Patrizia Gerardi : Patty
- Asia Crippa : Asia
- Walter Saabel : Walter
- Tairo Caroli : Tairo

## Distinctions
2009
- Prix Europa Cinema, La Pivellina Quinzaine des Réalisateurs, Festival de Cannes, France
- Prix du meilleur film, La Pivellina Pesaro International Film Festival, Italie
- Prix du meilleur film et Prix du Public, La Pivellina Valdivia International Film Festival, Chili
- Prix du jury et Prix de la meilleure actrice, La Pivellina Festival du Cinéma Italien d'Annecy, France
- Golden Gladiator du meilleur film, La Pivellina Durrës International Film Festival, Albanie
- Prix du meilleur film et Prix de la meilleure actrice, La Pivellina Gijón Film Festival, Espagne
- Ambiente Award, La Pivellina Festival Internazionale Del Cinema Giovane Bellinzona, Italie
- Mention spéciale du jury, La Pivellina MedFilm Festival, Rome, Italie
- Grand Prix, Prix du public et Prix Yves Montand du meilleur jeune acteur, La Pivellina Molodist Kyiv International Film Festival, Kiev, Ukraine
- Prix du jury, La Pivellina Mumbai Film Festival, Inde
- Golden Owl Award du meilleur film, La Pivellina Leeds International Film Festival, Royaume-Uni
- Prix du public / Coup de cœur (ex æquo), La Pivellina Cinéalma, Carros, France

2010
- Ernst Weber Award, La Pivellina Festival indépendant du film d'Osnabrück, Allemagne
- Prix du meilleur film et Prix du public, La Pivellina Gallio Film Festival, Italie
- Prix du meilleur film, Prix de la meilleure actrice, Prix du meilleur acteur, La Pivellina Bimbi Belli Festival, Italie
- Prix du meilleur film autrichien, La Pivellina Diagonale - Festival of Austrian Cinema, Autriche
- Grand prix du jury (ex-aequo) et Prix Mademoiselle Ladubay de la meilleure actrice, La Pivellina Festival Premiers plans d'Angers, France
- Mention spécial du jury, La Pivellina Fédération internationale de la presse cinématographique (FIPRESCI), Uruguay
- Mention spéciale du jury, La Pivellina Ruban d'argent, Syndicat national des journalistes cinématographiques italiens, Italie
- Premio Cineforum, La Pivellina Sarzana Film Doc Festival, Italie

2011
- Prix du public, La Pivellina Dubrovnik International Film Festival, Croatie
- Ciak d'oro, La Pivellina Ciak, Italie